# 존 박
존 박(John Park, 본명: 존 앤드루 박 (John Andrew Park), 1988년 9월 13일 ~ )은 미국의 가수이다.

## 학력
- 서울언주초등학교 (중퇴)
- Northbrook Field Middle School (졸업)
- Glenbrook North High School (졸업)
- 노스웨스턴 대학교 경제학과 (중퇴)

## 생애 및 경력

### 1988년 ~ 2009년: 학창시절
존 박은 1988년 9월 13일 미국 일리노이주 시카고에서 태어나고 6살 때 한국에 들어와 초등학교 4학년까지 다니다가 다시 미국로 이민가서 10년 동안 살았다.
 고등학교때부터 아카펠라 그룹에서 노래했고 클래식을 잠깐 공부하였다. 노스웨스턴 대학교 (Northwestern University)에서 경제학을 전공했다가 중퇴했다. 대학교 내 아카펠라 그룹인 퍼플헤이즈 (Purple Haze)에서 활동했으며 음악 감독 및 리드 싱어를 맡았다.

### 2010년: 오디션 프로그램 참가
2010년 미국 FOX에서 방송된《아메리칸 아이돌 시즌 9》에 출연해 TOP 20위까지 진출했다. 곧이어 같은 해 대한민국의 오디션프로그램인 M-net 슈퍼스타K 2에 참가하였다. 총 3회에 걸친 예선을 통과하였는데, 긴장한 나머지 최종 예선인 슈퍼위크 때에는 김그림, 허각 등과 함께 2AM의 ‘죽어도 못 보내’를 부르다 ‘밀쳐도’라는 가사를 ‘쳐밀도’로 잘못 부르는 실수를 하였다.
이후 탑11에 포함, 본선인 생방송 서바이벌 오디션을 거치게 되었다. 6명의 후보가 경쟁했던 본선 3차에서 존 박은 마이클 잭슨의 ‘맨 인 더 미러(Man In The Mirror)’를 불러 심사위원 이승철, 윤종신, 엄정화로부터 최고점을 받았으며, 이에 따라 슈퍼 세이브 제도가 적용되어 가장 먼저 합격하였다.
준결승전에서는 온라인에서 진행된 '대국민 선정곡' 이벤트를 통해 선정된 곡인 박진영의 `니가 사는 그집`을 불렀다. 이 곡은 존 박에게 어울리지 않는 곡이라는 평가가 있었으며 심사위원들의 평가도 나빴으나 결승에 진출하였다.

결승에서는 허각에 패해 준우승을 차지하였다.

### 2011년: 데뷔 준비시기
2011년 3월 31일, 김동률, 이적, 체리필터 등이 소속된 음반 기획사 뮤직팜과 3년 간의 전속 계약을 체결하였다 데뷔를 준비하던 중 KBS 2TV 《유희열의 스케치북》- 더 만지다에 잠시 고정 출연했다.

### 2012년~현재: 데뷔 및 프로가수로서 활동
2012년 2월 데뷔앨범 《Knock》(미니앨범)를 발표하였다.
2013년 7월에는 정규앨범 《Inner Child》를 발표하였다. 이 앨범은 같은 해 7월 1일 음반판매처 신나라에서 예약 주문 판매량 1위에 올랐다.
2014년 9월 싱글앨범 《U》를 발표하며 중저음 보이스와 한층 성장한 감정 표현을 드러냈다는 평가를 받았다.
2016년 7월에는 직접 작사작곡한 '네생각'과 영어가사로 이루어진'higher'2곡이 실린 싱글앨범 《네생각》을 발표하며 한층 성숙해진 음악으로 스테디셀러로 인기를 끌었다.
2017년 6월 영국밴드 마마스건의 보컬 Andy Platts(앤디 플랫츠)가 존박을 위해 직접 작곡하고, 존박이 작사한 싱글앨범 《DND》를 발표했다.
2017년 11월 28일 아무리 힘들어도 웃을 날이 올거라는 치유의 메시지가 담긴 'smile'과 아프신 할머니와 간호하는 어머니의 이야기를 담은 '오늘 바람' 2곡이 실린 앨범《smile》을 발표했다.
이 외에 2012년 MBC MUSIC 《그 여자 작사 그 남자 작곡 시즌1》, 2013년 MBC 《토크클럽 배우들》, Mnet 《방송의 적》, KBS2 《우리동네 예체능》 2014년 SBS 《도시의 법칙 in 뉴욕》, 2015년 SBS 《런닝맨》, KBS 《1박 2일》 등 다수의 TV 오락 프로그램에 출연하였다.
2024년 6월 유튜브 채널 '존이냐박이냐'를 개설하며 본격적인 유튜브 활동을 시작했다.

## 음반

### 개인 앨범

#### 미니 앨범
- 2012년 2월 22일 존박 1st 미니 앨범 <<Knock>>
- 2017년 11월 28일 미니 앨범 <Smile>
- 2021년 7월 12일 존박 2nd 미니 앨범 <<outbox>>

#### 싱글 앨범
- 2012년 10월 22일 디지털 싱글 `철부지`
- 2014년 9월 12일 'U'
- 2016년 7월 15일 '네 생각'
- 2017년 6월 14일 'DND'
- 2018년 7월 27일 'Understand'
- 2020년 3월 4일 '3월 같은 너'
- 2021년 5월 3일 'Daydreamer'
- 2021년 10월 29일 '제자리'

#### 정규 앨범
- 2013년 7월 3일 존박 1집 정규앨범 《INNER CHILD》

### 참여 앨범
- 2010년 12월 17일 I`m Your Man - 영화 《마이 블랙 미니드레스》 OST
- 2010년 11월 16일 행복한 나를 - Featuring 《허각 1st 미니앨범》
- 2011년 1월 3일 My best(with 허각) - 영화 《글러브》 OST
- 2011년 11월 17일 우리가 세상을 살아가는 방법 - Featuring 김동률 크리스마스 앨범 《KIMDONGRYULE》
- 2012년 3월 8일 Switch - 송혜교 DEBUT
- 2012년 9월 5일 어쩌면 어쩌면 - 작곡 `알렉스 호란 디지털 싱글`
- 2013년 3월 6일 Song for love(Eng Ver)- 작사 Lyn(린) 8집 《Le Grand Bleu》
- 2013년 10월 8일 불빛 - MBC 드라마 《메디컬탑팀》 OST
- 2013년 10월 4일 영원토록 - Featuring 김진표 7집 《JP7》
- 2014년 4월 4일 술 - 강승원 1집 만들기 프로젝트
- 2017년 10월 21일 더 패키지 (JTBC 금토드라마) OST - Part 3
- 2018년 8월 16일 아는 와이프 OST Part 2 'Let Me Stay'
- 2019년 3월 2일 바벨 OST Part 4 'You're My Everything'
- 2019년 5월 13일 A Whole New World (영화 알라딘 OST 한국어 버전)
- 2019년 6월 17일 잡아(존박,임채언)
- 2019년 10월 3일 동백꽃 필 무렵 (KBS2 수목드라마) OST - Part 1 '이상한 사람'
- 2019년 10월 21일 순간(With 존박)-권순일(어반자카파)
- 2019년 12월 18일 FACETIME (loves. 존박)-헤일리
- 2020년 2월 23일 Night Running (Feat. 존박)-유라
- 2021년 1월 8일 도시남녀의 사랑법 OST - Part 2 '어쩐지 오늘'
- 2021년 4월 25일 I'm Always by Your Side - 빈센조 OST Part 6
- 2021년 9월 18일 Nightfalling - 유미의 세포들 OST Part2

### 앨범 평가
존 박의 미니앨범 《노크》(Knock)에 대해, 가수 겸 작곡가 정재형은 트위터에 "집으로 돌아오는 차 안에서 존박의 `그 노래` 무한반복. 좋다!"라는 글을 올렸고, 소녀시대 윤아도 "존박의 `그 노래`를 통해 김동률의 감성을 느낄 수 있다"고 말했다. 가수 린은 트위터를 통해 "성규(존박)야 요즘 누나는 네 앨범 듣는 게 낙이란다."라고 했으며, 그룹 걸스데이의 방민아도 "존박 씨의 `이게 아닌데` 들으니 너무 설레서 잠이 안오네요. 다들 들어보세요."라고 했다.
그리고 배우 김주혁도 포털사이트 네이버 오늘의 뮤직 코너 인터뷰에서 “라디오에서 우연히 존박의 신곡 ‘Falling’을 듣게 됐는데, 가사가 너무 좋더라고요”라고 말했다.
가수 이승철은 존박의 1집앨범 '이너차일드(Inner Child)'에 대해 “존박은 너무 깊게 갔다. 1집 가수가 5집 같은 앨범을 냈다. 쉽고 재밌는 노래, 사랑받을 수 있는 노래를 했으면 더 좋았을 것이다”라고 했다. 음악활동에 집중하기 위해 약 2년 8개월 동안 진행한 SBS 라디오 '존박의 Music High'를 하차하고 20개월만에 싱글앨범 '3월 같은 너'를 발매했다. 봄의 분위가가 물씬 느껴지는 누디스코 스타일의 곡으로, 존박은 신곡 홍보차 출연하는 라디오마다 디제이 시절이 많이 생각난다며 꼭 다시 디제이로 돌아오겠다는 다짐을 밝혔다. (꼭 다시해줘요 좐디ㅠ)

## 방송 활동

### 예능
- 2010년 FOX 《아메리칸 아이돌 시즌9》
- 2010년 Mnet 《슈퍼스타K 2》
- 2012년 MBC MUSIC 《그 여자 작사 그 남자 작곡》
- 2013년 MBC 《토크클럽 배우들》
- 2013년 KBS2 《우리동네 예체능》
- 2013년 Mnet 《방송의 적》
- 2013년, 2014년, 2015년 MBC 《무한도전》
- 2013년, 2017년, 2023년 MBC 《황금어장 라디오스타》
- 2014년 SBS 《도시의 법칙 In 뉴욕》
- 2015년 JTBC 《투유 프로젝트 - 슈가맨》 게스트 (With 하니, 소진, 매드클라운)
- 2016년 JTBC 《냉장고를 부탁해》
- 2016년 ~ 2017년 MBC 《은밀하게 위대하게》
- 2016년 ~ 2019년: SBS 파워FM 《존박의 뮤직하이》
- 2017년 MBC 《미스터리 음악쇼 복면가왕》 목소리 블루오션 마린보이 - (참가자-우승)
- 2019년 MBC 《돈스파이크의 먹다보면》
- 2019년 tvN 《현지에서 먹힐까? 미국편》
- 2019년 tvN 《수요일은 음악프로》
- 2020년 tvN 《설민석의 벌거벗은 세계사》
- 2021년 KBS 2TV 《영화가 좋다》
- 2022년 MBN 《돌싱글즈 외전 - 가족의 탄생》
- 2022년, 2023년 SBS 《꼬리에 꼬리를 무는 그날 이야기》
- 2023년 tvN 《장사천재 백사장》
- 2023년 MBC 《라디오스타》
- 2023년 tvN 《장사천재 백사장 2》
- 2024년 TV CHOSUN 《식객 허영만의 백반기행》 게스트 (259회)
- 2024년 넷플릭스 《미스터리 수사단》
- 2024년 유튜브 《감별사》
- 2025년 MBC 《AI히치하이커》
- 2025년 tvN 《문제적 남자 리부트 : 수학편》

### 드라마
- 2014년 tvN 《로맨스가 필요해 3》 - 신주연의 과거 첫번째 남자친구 역 (특별출연)

### CF
- 피자에땅 Eatalia 피자 CF
- LG 유플러스 바른 LTE 100% LTE CF
- 남양유업 프렌치카페 카페믹스 CF
- 박가부대 부대찌개 CF

### 홍보대사
- 삼성전자 갤럭시탭 홍보대사[23]
- 국제빈곤퇴치기여금 홍보대사[24]

### 공연
- 2010년 10월 30일 ~ 10월 31일 '시월에눈내리는마을2010'콘서트 - 슈퍼스타K 2 TOP 4 출연 서울 연세대학교 노천극장)
- 2010년 11월 26일 슈퍼스타K 2 TOP 11 콘서트 : The Dreamers (서울 잠실실내체육관)
- 2010년 12월 10일 슈퍼스타K 2 TOP 11 콘서트 : The Dreamers (인천 삼산월드체육관)
- 2010년 12월 12일 슈퍼스타K 2 TOP 11 콘서트 : The Dreamers (부산 BEXCO)
- 2010년 12월 26일 2010 Sentimental City - 스페셜 게스트로 출연 (서울 올림픽체조경기장)
- 2011년 1월 14일 영화 '글러브'콘서트 시사회 - 존박, 허각 [글러브 ost 'My best'] (서울 멜론 악스홀)
- 2011년 1월 15일 슈퍼스타K 2 TOP 4 콘서트 [하나SK카드 어울림 세 번째] (원주 오크밸리)
- 2011년 3월 13일 ~ 3월 14일 Steve Barakatt White Concert - 스페셜 게스트로 출연 (서울 예술의전당)
- 2011년 3월 19일 슈퍼스타K 2 TOP 4 콘서트 [Galaxy tab concert] (서울 어린이대공원 돔아트홀)
- 2011년 12월 24일/25일/26일 2011 kimdongrYULE 콘서트 - 스페셜 게스트로 출연(서울 경희대학교 평화의 전당)
- 2012년 4월 29일 뷰티풀 민트 라이프(Beautiful Mint Life Festival) BML 2012 (고양 아름누리 공원)
- 2012년 10월 20일 그랜드 민트 페스티벌(Grand Mint Festival) GMF 2012 (서울 올림픽 공원)
- 2013년 2월 16일 ~ 2월 17일 VOICE AVENUE 콘서트 (서울 올림픽홀)
- 2013년 10월 19일 그랜드 민트 페스티벌(Grand Mint Festival) GMF 2013 (서울 올림픽 공원)
- 2014년 10월 19일 그랜드 민트 페스티벌(Grand Mint Festival) GMF 2014 (서울 올림픽 공원)[25]
- 2016년 10월 22일~10월 23일 존박 콘서트 Prelude
- 2017년 5월 27~5월 28일 서울재즈페스티벌 2017 (서울 올림픽공원)
- 2017년 9월 23일~9월 24일 2017렛츠락 페스티벌 VOL.11 (난지 한강공원 내 중앙 잔디관장/잔디마당)
- 2017년 12월 8일~12월 10일 2017존박 콘서트 [MONO] (이화여자대학교 삼성홀)
- 2018년 5월 12일 2018 이슬라이브페스티벌 (자라섬)
- 2018년 5월 19일~5월 20일 서울재즈페스티벌2018 (서울 올림픽공원)
- 2018년 9월 10일~9월 12일 MU:CON 2018 (상암 DMC, 홍대 상상마당, 무브홀)
- 2018년 10월 6일~10월 7일 서울숲재즈페스티벌 2018 (서울숲공원)
- 2018년 10월 20일 부산 멜로디 페스타 (부경대학교 용당캠퍼스 대운동장 야외특설무대)
- 2019년 6월 1일~6월 2일 레인보우 뮤직&캠핑 페스티벌 2019 (자라섬)
- 2019년 10월 5일~10월 6일 SLOW LIFE SLOW LIVE 2019 (올림픽공원 내 88 잔디마당)

## 기타 사항

### 별명
존 박은 출연한 방송과 SNS 등을 통해 냉면 매니아임을 자주 드러내어 '냉면 성애자'로 불리기도 하였다. KBS 해피투게더에 출연해 모 냉면집의 평양냉면 두 그릇을 놓고, 각각의 냉면이 어느 지점의 냉면인지를 알아 맞히기도 했다. 팬들은 존 박의 생일에 냉면모양의 케이크를 선물해서 화제가 되기도 했다. 한편 2010년, 인터넷에 존 박과 배우 주진모가 함께 찍은 사진이 올라왔는데, 두 사람의 머리 크기 차이가 화제가 되었다. 이후 존 박이 다른 연예인과 찍은 사진이 공개 될 때마다 머리크기 비교가 화제에 올랐고, 결국 대중과 언론은 존 박에게 '대두종결자'라는 별명을 붙여주었다. 이와 관련 슈퍼스타K2 출연동료였던 강승윤은 "요즘 인터넷에 존박 형의 머리크기에 대해 수많은 논란이 있는 것으로 안다. 옆에서 쭉 지켜본 결과 크긴 크다"라고 말했다. 한편 존 박은 한 인터뷰에서 "실제로 보니 머리가 별로 안 큰 것 같다. 그런 말을 들으면 억울하지 않나?"라는 물음에 "안 억울하다. 그런 반응들이 재밌다"라고 답했다. 2010년 12월 15일 YTN 《뉴스&이슈》에 출연해 근황을 전하던 도중 자신의 큰 머리와 얼굴이 화제가 된 것에 대해 "한국에서는 얼굴크기가 중요한 모양인데 잘 몰랐다"라고 말했다.

## 논란
2010년 슈퍼스타K2에 참여했을 때, 4명의 후보들과 함께 부산 사직 야구장에서 열린 준플레이오프 4차전에서 애국가를 불렀다. 이 때 바지에 손을 넣고 불러서 태도 논란이 있었다. 이에 대해 엠넷 관계자는 존 박이 긴장을 해서 피치파이프라는 음정을 잡기 위한 기구를 쥐고 있었고, 전주 구간이 끝난 후에 손을 뺀 것이라고 해명하였다.

## 수상

### 수상 내역
| 연도   | 수상 내역                                                                                        |
| ------ | ------------------------------------------------------------------------------------------------ |
| 2010년 | - 슈퍼스타K2 준우승                                                                              |
| 2012년 | - 뷰티풀 민트 라이프 최고의 루키                                                                 |
| 2013년 | - 제2회 가온 차트 K-POP 어워드 솔로부문 남자 올해의 신인상 - KBS 연예대상 쇼,오락 MC 부문 신인상 |